# Мойса-Росохацькі
Мойса-Росохацькі - вірменська родина з Буковини. Сповідували Вірменський католицизм, а з XX століття - римо-католицизм.

## Дворянські титули
Ян Мойса, галицький поміщик, отримав від австрійського імператора Франца Йосифа в Будапешті 10 січня 1875 року (диплом від 30 квітня 1875 року у Відні) спадкове австрійське дворянство першого ступеня («einfacher Adelstand») з титулом "v. Rosochacki" ("Edler v. Rosochacki"). 30 листопада 1898 р. (диплом від 14 березня 1899 р.), у Відні, Стефан Мойса, шляхтич росохацький, отримав від імператора Франца Йосипа спадкове галицьке дворянство ІІ ступеня ("Ritterstand"), а потім, 13 серпня 1910 р. (диплом від листопада 19, 1910), австрійський спадковий титул барона.

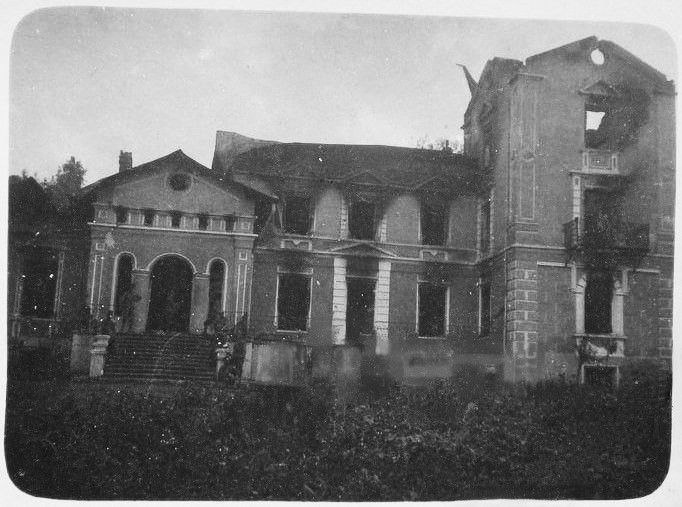
Маєток Мойс-Росохацьких в Рудниках

## Герб
На блакитному полі - срібний лев з червоним язиком, що тримає у правій лапі три золоті колоси, зв'язані червоною стрічкою з трьома срібними зірками. Над баронською короною два короновані шоломи: праворуч - з синьо-срібними лаврами, як на щиті; ліворуч - з червоно-срібними лаврами, синє крило з червоною смугою та двома срібними зірками. Девіз - "A magnis ad maiora".

## Родинні володіння
Родина володіла маєтками в селах Мала Кам'янка, Росохач і Слобідка Пільна, Коломийського повіту, та в селі Рудники Снятинського повіту до 1939/1940 (офіційно до 1945 року).

## Представники родини

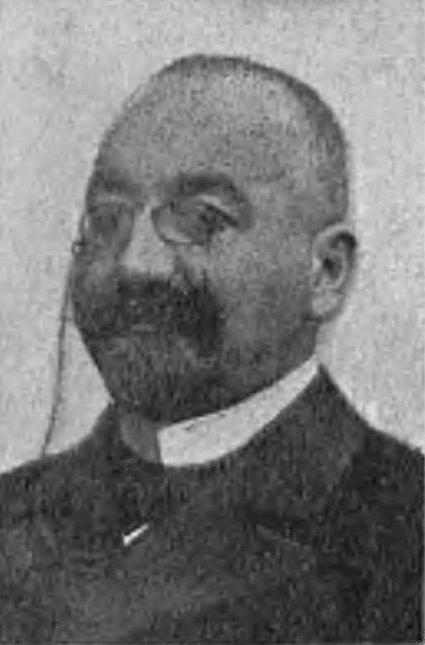
Стефан Мойса-Росохацький, старший

- Ян Мойса-Росохацький (1822-?) - галицький зем'янин, спадковий шляхтич Росохацький, родоначальник Мойс-Росохацьких.
- Стефан Мойса-Росохацький (1853-1920) - галицький зем'янин, пожиттєвий член австрійської палати лордів, депутат Галицького крайового сейму, кавалер ордена Франца Йосипа II ступеня, член Галицького мисливського товариства.

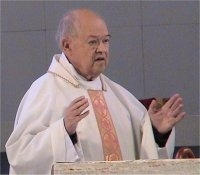
Стефан Мойса-Росохацький, молодший

- Андрій Мойса-Росохацький - галицький зем'янин, спадковий шляхтич Росохацький.
- Міхал Мойса-Росохацький (1889-1941) - галицький зем'янин, доктор права, з 1908 р. - керівник Снятинської філії Галицького мисливського товариства.

- Стефан Мойса-Росохацький (1922-2007) - римо-католицький священик, єзуїт, професор теології.Стефан Мойса-Росохацький, молодший